# Приморский парк Победы (Санкт-Петербург)

Стела в память о закладке парка

Примо́рский парк Побе́ды — парк, открытый в честь морских побед, одержанных СССР в Второй мировой войне. Расположен в Санкт-Петербурге в западной части Крестовского острова.

## Географическое положение
Парк Победы расположен в Петроградском районе на Крестовском острове. Территория ограничена Рюхиной улицей, Северной аллеей, Северной дорогой до восточного берега Гребного канала, южным берегом Гребного канала, береговой линией Крестовского острова до участка 20 по Крестовскому проспекту, далее по кратчайшей линии, соединяющей участки 20, 20А, 18 по Крестовскому проспекту, западной границей земельного участка дома 18 по Крестовскому проспекту и южной стороной Крестовского проспекта до Рюхиной улицей. Площадь парка — 168 га.

## История

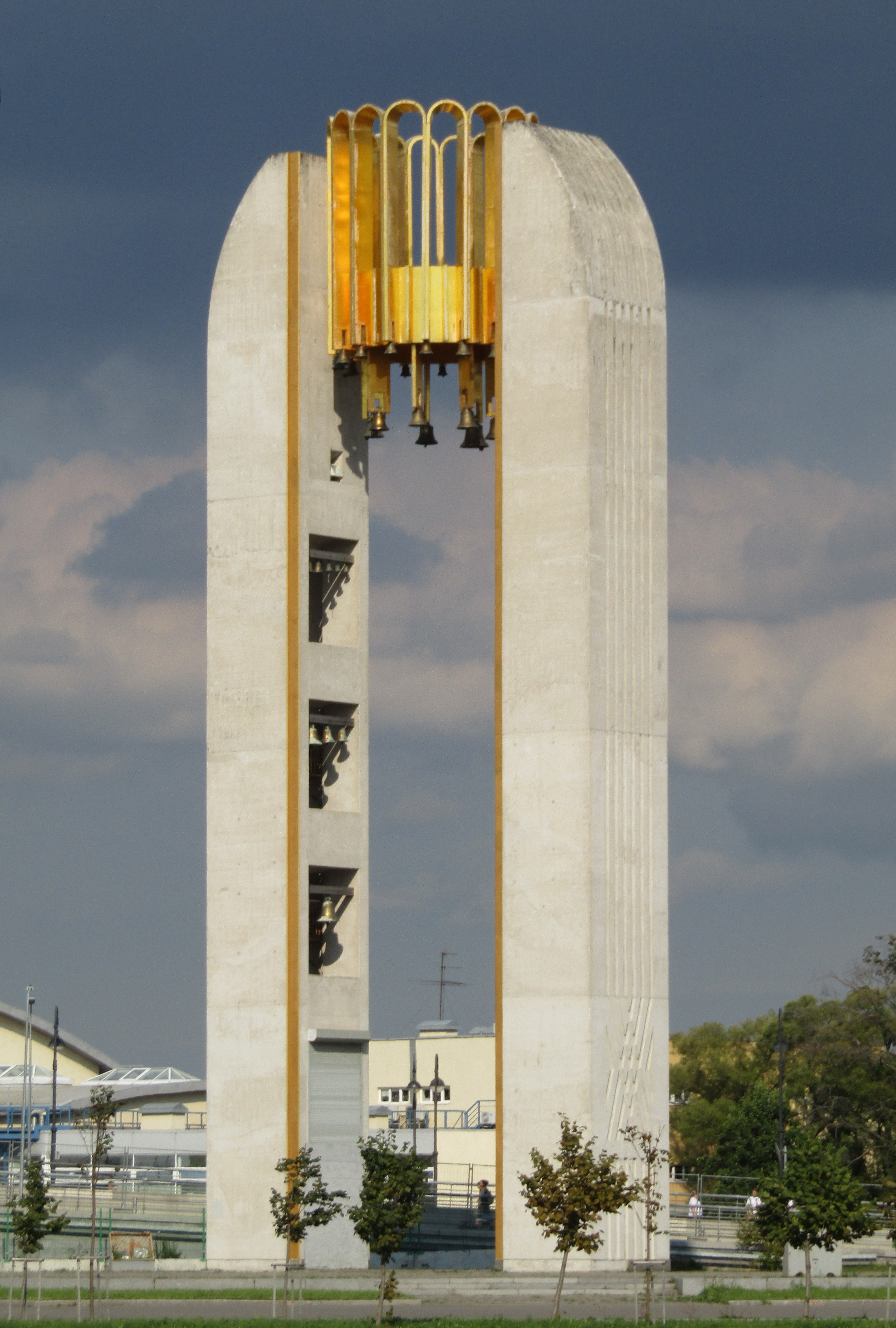
Арка-звонница с карильоном

В прошлом территорию парка занимал низкорослый лес и огородные поля в северной части острова.
История парка начинается с обращения Совета Народных Комиссаров СССР от 3 декабря 1931 года, в котором предписывалось начать создание в 1932 году парка культуры и отдыха на Елагином и Крестовском островах. В 1932 году под парк, получивший название «Центральный Парк Культуры и Отдыха» Ленсовет передал также и остров Трудящихся. На Елагином острове парк уже давно существовал; остров Трудящихся, при минимальных затратах, предполагалось сделать островом домов отдыха на базе существовавших дореволюционных дач именитых особ. Основные затраты предполагались на создание части ЦПКиО, расположенной на Крестовском острове. По расчётам, ёмкость завершённого парка, расположенного на трёх островах, должна была составить 350 тыс. человек в выходной день. Для той части парка, что предполагалась на Крестовском острове — 150 тыс. человек в выходной. Работы по сооружению парка велись в 1930-е годы, но в первую очередь были сосредоточены на строительстве стадиона в западной части Крестовского острова.
Парк был повторно заложен 7 октября 1945 года во время массового субботника. Над разработкой проекта парка работали архитекторы П. С. Волков, В. В. Медведев, О. И. Руднев, В. В. Степанов. Строительство парка велось под руководством архитектора А. С. Никольского. В его планировке сочетаются регулярные и пейзажные участки. С востока на запад по центру парка проложена тройная липовая аллея длиной около двух километров, которая украшена газонами, цветниками и скульптурой. Посередине аллеи находится восьмиугольная Центральная площадь, в центре которой располагается фонтан. От площади радиально расходятся все аллеи парка. Рядом с площадью установлены бронзовые скульптуры «Матрос-черноморец» и «Девушка, встречающая победителей».
В парке было высажено 65 тыс. деревьев 50 видов и 125 тыс. кустарников 90 видов. Часть из них не прижилась и погибла, часть была вырублена при последующей застройке парковых территорий. В начале 21 века в парке имелось 27 тыс. деревьев; наиболее массовые виды: 3458 деревьев берёзы пушистой или 12,7 % от всего количества; липа мелколистная — 10,3 %; клен остролистный — 7,1 %; сосна обыкновенная — 5,4 %; дуб черешчатый — 5,30 %; береза повислая — 5,3 %; вяз гладкий — 4,9 %; ель голубая — 4,8 %; ясень пушистый (Fraxinus pubescens L.) — 4,4 %; рябина обыкновенная — 2,9 %; лиственница сибирская — 2,4 %; ольха чёрная — 2,4 %; липа крупнолистная — 2,2 %; в меньшем количестве имелись деревья пихты, туи, вишни, ивы, конского каштана, манчжурского ореха, тополя, черёмухи, яблони, тиса и кедрового стланника. Также имелось 154 тыс. кустарников, в основном розы, дёрен, кизильник и спирея.
Центральная аллея парка вела к стадиону имени С. М. Кирова (памятнику архитектуры), находившемуся на западной оконечности Крестовского острова. В 2006 году стадион был снесён. На его месте сооружён новый стадион «Газпром Арена» с выкатным полем и раздвижной крышей. Перед входом на стадион установлен памятник С. М. Кирову. В память о войне в парке сохранен дот.

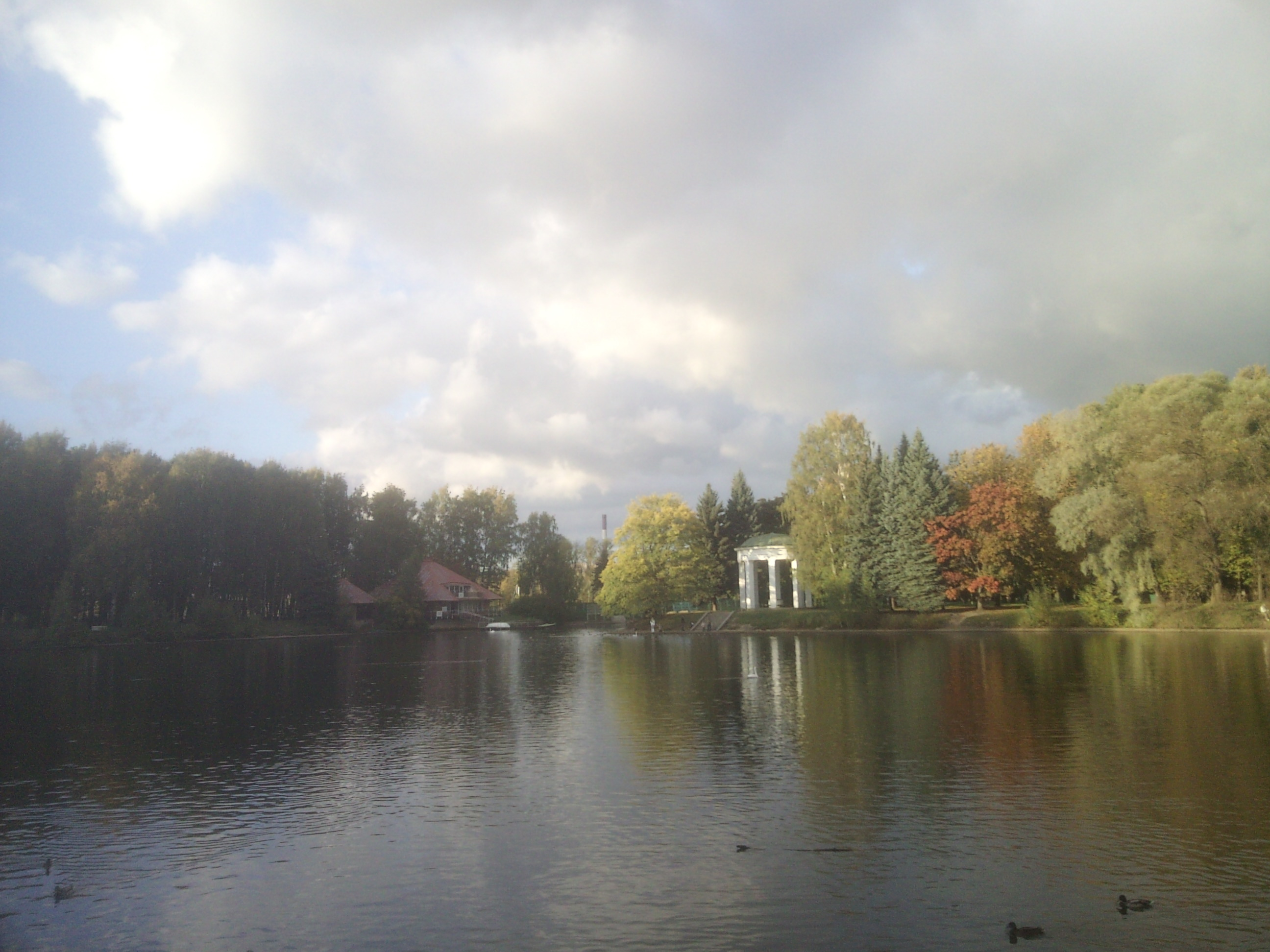
Лебяжий пруд. Фото 2010 года

В 1965 году в парке была установлена стела с изображением девочки, сажающей зелёный росток — символ жизни на Земле. В северной части парка располагаются аттракционы (с 2003 года — развлекательный комплекс Диво-остров) и гребной канал. Парковые пруды, занимающие территорию в семнадцать гектаров, расположены в пейзажной части парка. Пруды называются Круглый, Южный, 1-й и 2-й Северный, Крестовый и Мандолина. 2-й Северный пруд также часто называют «Лебединым озером», так как на его берегу располагается лебединый питомник. В Приморском парке Победы имеется особая аллея городов-побратимов, дубки на которой высаживают представители делегаций городов-побратимов Петербурга. Одно из памятных деревьев Приморского парка — дерево дружбы, посвященное XII Конгрессу Всемирной федерации породненных городов, проходившей в Ленинграде.

## Транспорт
До открытия 3 сентября 1999 года станции метро «Крестовский остров», основным способом передвижения до парка был трамвай. На Южной аллее располагалась крупнейшая трамвайная станция Санкт-Петербурга, позволявшая принимать до 120 пар трамвайных поездов в час. 4 июля 2007 года в соответствии со стратегией тогдашнего губернатора Санкт-Петербурга Валентины Матвиенко по ликвидации трамвайного движения в Санкт-Петербурге движение трамваев на Крестовском острове было прекращено и был начат демонтаж трамвайных путей от перекрёстка Кронверкского проспекта и Введенской улицы до конечной остановки «Приморский парк Победы». В настоящее время на ее месте находится конечная станция автобусов.

### Проекты
Параллельно со строительством нового стадиона разрабатывались планы соединить Крестовский остров с материковой частью двумя новыми мостами и связать стадион со станцией «Крестовский остров» специальной линией метро. Движение по 5 линии должно было осуществляться в этом случае челночным способом.

### В культуре
- Песня Александра Розенбаума «Приморский парк Победы».